# Sanvitalia
Sanvitalia es un género de plantas con flores perteneciente a la familia Asteraceae. Se cultiva como planta ornamental. Son nativas de suroeste de los Estados Unidos, México, América Central, América del Sur. Comprende 15 especies descritas y de estas, solo 7 aceptadas.

## Taxonomía
El género fue descrito por Jean-Baptiste de Lamarck y publicado en Journal d'Histoire Naturelle 2: 176, pl. 33. 1792. La especie tipo es Sanvitalia procumbens Lam.
Las descripciones de este género fue proporcionado por Jean-Baptiste Lamarck utilizando muestras proporcionadas por "M. Gualteri".

## Especies
- Sanvitalia abertii A.Gray
- Sanvitalia angustifolia Engelm. ex A.Gray
- Sanvitalia fruticosa Hemsl.
- Sanvitalia ocymoides DC.
- Sanvitalia procumbens Lam.

Fuentes: GRIN, FNA, UniProt